# Уйгурский каганат
Уйгурский каганат, Уйгуро-Орхонский каганат (Государство Тогуз-Огузов) — государственное образование VIII—IX веков н. э., пришедшее на смену Восточно-тюркскому каганату. Ибн Хордадбех упоминает о землях уйгуров (токуз-огузов): «Их область самая большая из тюркских стран, они граничат с Китаем, Тибетом и карлуками».
Третий Уйгурский каганат был феодальным государством с первыми признаками оседлости у уйгуров. Там были развиты скотоводство, земледелие, а также ремесла и промыслы, развивалось строительство городов и крепостей. Как и в случае с предыдущими тюркскими каганатами, столичные функции выполняла долина Орхона (города Хара-Балгас и Бешбалык). Несмотря на то, что материальная культура уйгуров имеет глубокие центрально-азиатские корни, именно уйгуры начали всерьёз насаждать в центрально-азиатских степях оседлую цивилизацию.
После падения каганата часть уйгуров в количестве до 500 человек переселилась на территорию племени шивэй на землях до среднего течения Амура и на земли племени татабов (хи) на территории современной Внутренней Монголии, однако в 847 году кыргызы совершили поход на Амур против уйгуров и племени шивэй, а китайцы — против племени хи, после чего эта часть уйгуров тоже бежала в Восточный Туркестан.

## История

### Война уйгуров с тюрками
В 606 году несколько сотен уйгурских старейшин были казнены тюрками. Уйгуры вышли из состава каганата и сплотились вокруг ханского рода Яологэ — 藥羅葛, по реконструкции Хамильтона: Яглакар. Ставка орды была помещена у реки Селенга. У уйгур было 50 000 строевых воинов, 100 000 семейств всего. Они разводили овец.

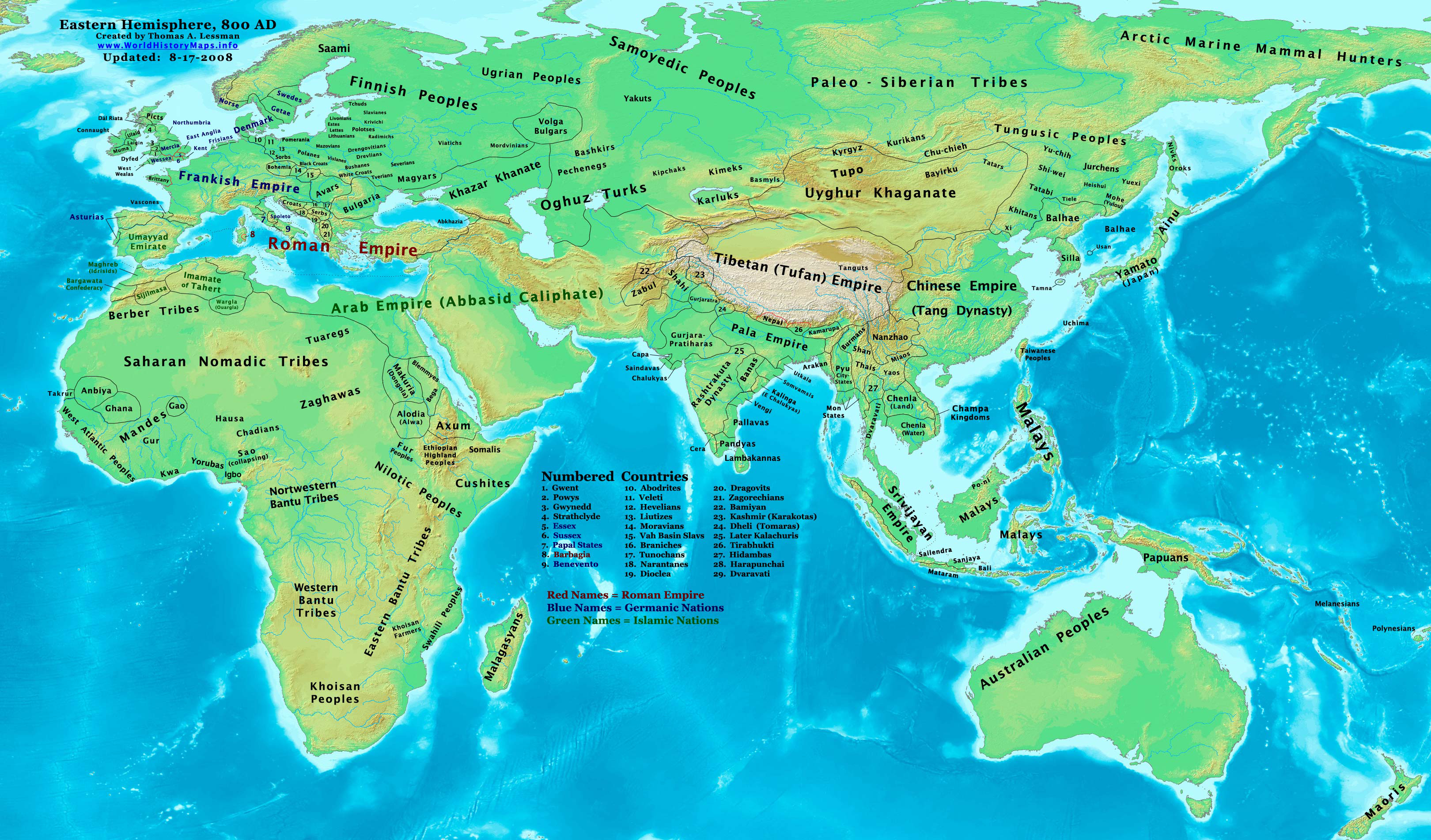
Азия в 800 г.

Ханская власть была не очень крепкой. Первым ханом стал Шыгянь Сыгиня (не из рода Яологэ). Когда он умер, ему наследовал сын Яошы Пуса, который стал править совместно с вдовствующей ханшей Улохунь. В 628 Кат Иль-хан Багадур-шад послал 100 000 тюрок во главе с Толис-хан Шибоби против уйгуров. У горы Мацзуншань произошла битва между 100 000 тюрок и 5 000 уйгуров пусы. К Яошы Пусе присоединился род сеяньто и Пуса перенёс ставку на реку Дуло. В 629 уйгуры отправили посольство с подарками к китайскому двору.
После смерти Пусы в 629 уйгурами стал править Хулу Сылифа Тумиду. Он разгромил сеяньто и пересёкши Хуанхэ в Ордосе, отправил посла в Тан к Ли Шиминю с просьбой принять его в подданство. Император согласился. Ко двору Тан стали прибывать телеские старейшины говоря, что с падением тюрок в степи воцарилось безвластие и будет лучше признать власть Тан.

### Под властью Тан
Решением Тай-цзуна Ли Шиминя Уйгуров приписали к губернаторству Ханьхай (瀚海). Другие племена также были поделены между губернаторствами. Чиновниками этих губернаторств были назначены старейшины. Они получили титулы дуду (都督), цыши (刺史), чжанши (長史), сыма (司馬). Управление северными землями было передано Яньжань Духуфу (燕然都護府). Ли Су (李素) был назначен управляющим присоединёнными землями — Яньжань Духу.
По приказу императора в присоединённых землях были построены 68 постоялых дворов со сменными лошадьми, едой и питьём. Хан Хулу Сылифа Тумиду продолжал править уйгурами. Угэ, племянник Тумиду, решил совместно с ханшей и некоторыми другими родичами, свергнуть Тумиду и присоединиться к Ильчур Кюбэ-хану. Собрав воинов, Угэ ночью напал на Тумиду и убил его. Юань Личэнь, помощник Ли Су, объявил Угэ, что император сделает его своим наместником на севере. Обрадованный Угэ приехал к Юань Личэню, который отрубил хану голову. Цуй Дунли, глава военной палаты, был отправлен в северные земли для усмирения кочевников. Тумиду был с почестями похоронен, а на его место назначен сын Пожунь.
Когда Халлыг Ышбара-Джагбу хан захватил Бэйтин (северное наместничество, точное местоположение неизвестно), 50 000 уйгуров во главе с Пожунем отбили его. В долине реки Или уйгуры совместно с китайцами разгромили армию Ашина Хэлу. Вскоре Пожунь был повышен в чинах и отправлен на войну с Кореей.
Пожуню наследовал его сын Били (比栗). Его правление было спокойным, зафиксированы некоторые территориальные изменения в уйгурских землях.
После его смерти стал править его сын Дуцзечжи (獨解支). Когда Капаган каган стал возвращать себе утраченные тюрками земли, часть уйгур переселилась в Ордос, там их зачислили в имперскую армию.
После Дуцзечжи, стал править его сын Фудифу (伏帝匐) стал ханом. Уйгуры вели войну с тюрками и продолжали переселяться в Ордос. Чэньцзун (承宗), сын Фумиду, стал править после смерти отца. По доносу Ван Гюньчо, губернатора Ляньчжоу, Чэньцзун был лишён чинов и умер в ссылке.
Уйгурский князь Хушу (護輸), в чине сыма, поднял восстание. Ван Гюньчо отправился на запад, на войну с тибетцами, Хушу с уйгурами подстерёг и убил его в 727. Хушу не смог удержать власть и бежал к тюркам.
Сын Хушу, Гули Пэйло (骨力裴羅) стал править Уйгурами. Он объявил себя независимым правителем и объединившись с карлуками и басмалами разгромил Усу-хана. В 744 Пэйло напал на басмальского Цзедеиши кагана (頡跌伊施可汗) и обезглавил его. В 745 он объявил себя Гудулупигацюэкэханем (骨咄祿毗伽闕可汗). Император признал его и наградил титулом И-ван (義王).

### Расцвет
В 755 году Ань Лушань поднял восстание против династии Тан, и в 756 году император Су-цзун обратился за помощью к Моян-чур кагану. Каган согласился и приказал своему старшему сыну поступить на военную службу к императору Тан. Примерно 4000 уйгурских всадников помогли танским войскам отвоевать Чанъань и Лоян в 757 году. После битвы при Лояне уйгуры грабили город в течение трех дней и остановились только после того, как было добыто большое количество шелка. Для их помощи Тан прислал 20 000 рулонов шелка и наградил их почетными титулами. Кроме того, торговля лошадьми была зафиксирована на уровне 40 рулонов шелка за каждую лошадь, и уйгуры получили статус «гостя» во время пребывания в Танском Китае. Тан и уйгуры заключили брак по обмену. Моян-чур женился на принцессе Нинго, а уйгурская принцесса вышла замуж за танского принца. Уйгурский каганат обменялся принцессами в браке с династией Тан в 756 году, чтобы скрепить союз против Ань Лушаня. Уйгурский каган Моян-чур выдал свою дочь принцессу Пиджию (公公主) замуж за принца Тан Ли Чэнцая (李 李), принца Дуньхуана (王王李李), сына Ли Шоули, принца Бина.
В 758 году уйгуры обратили свое внимание на северных енисейских кыргызов. Моян-чур уничтожил несколько их торговых аванпостов, а затем перебил кыргызскую армию и казнил их кагана. В 759 году уйгуры попытались помочь Тан в уничтожении мятежников, но потерпели неудачу. Моян-чур умер, и его сын Идигянь наследовал ему как каган Кутлуг Тархан сенгюн.
В 762 году Идигянь планировал захватить Тан с 4000 солдат, но после переговоров перешел на другую сторону и помог им разгромить повстанцев в Лояне. После битвы уйгуры разграбили город. Когда люди бежали в буддийские храмы для защиты, уйгуры сожгли их, убив более 10 000 человек. За их помощь Тан был вынужден заплатить 100 000 кусков шелка, чтобы заставить их уйти. Во время похода каган встретился с манихейскими жрецами, которые обратили его в манихейство. С этого времени официальной религией Уйгурского каганата стал манихейство.
В 779 году Идигянь планировал вторгнуться в Тан по совету своих согдийских придворных. Однако дядя Идигяня, Дуньмага, воспротивился этому плану и убил его и «почти две тысячи человек из числа семьи кагана, его клики и согдийцев». Дуньмага взошел на престол с титулом Алп Кутлуг Бильге
(«победоносный, славный, мудрый») и ввел в действие новый свод законов, который он задумал для обеспечения единства каганата. Во время его правления манихейство было подавлено, но его преемники восстановили его в качестве официальной религии.
В 780 году группа уйгуров и согдийцев была убита при выходе из Чанъаня с данью. Дуньмага потребовал 1,800,000 струн наличными в качестве компенсации, и Тан согласился заплатить эту сумму золотом и шелком.
В 789 году Дуньмага умер, и ему наследовал его сын Паньгуань. Карлуки воспользовались этой возможностью, чтобы вторгнуться на территорию уйгуров и присоединить долину Футу. В 790 году уйгуры и танские войска были разбиты тибетцами в префектуре Тин (Бешбалик). Паньгуань умер, и его сын, Ачжо-хан, унаследовал его трон как Кутлуг Бильге.
В 795 году Кутлуг Бильге умер, и династия Яглакар подошла к концу. Полководец по имени Кутлуг объявил себя новым каганом под титулом Ай Тенгриде Улуг Болмиш Алп Кутлук Кюлюг Бильге Каган («велико рожденный на лунном небе, победоносный, славный, великий и мудрый каган»), основав новую династию, Эдиз. В 803 году уйгуры захватили Кочо. В 808 году Кутлуг умер, и ему наследовал его сын Бо-и-хан. В том же году уйгуры захватили у тибетцев префектуру Лян.
В 821 году Бо-и-хан умер, и ему наследовал его сын Чин-дэ-хан. Чин-дэ-хан считался последним великим каганом Уйгурского каганата и носил титул Гюн Тенгриде Улуг Болмиш Кючлюг Бильге Каган («велико рожденный на солнечном небе, победоносный, сильный и мудрый»). Его достижения включали улучшение торговли с регионом Согдиана, и на поле боя он отразил вторжение тибетцев в 821 году. В 822 году уйгуры послали войска на помощь Тан в подавлении мятежников. Тан отказалась от этого предложения, но была вынуждена заплатить им 70 000 кусков шелка, чтобы те вернулись домой. В 823 году Тибетская империя начала войну с уйгурами. В 824 году Чин-дэ-хан умер, и его сменил брат Чжаоли-хан. В 832 году он был убит. Ему наследовал сын Чин-де Кюлюг-бег-хан. В том же году Тибетская империя перестала воевать с уйгурами.

### Упадок
В 839 году Кюлюг-бег-хан был вынужден покончить с собой, и министр по имени Кюлюг-бег захватил трон с помощью 20 000 всадников шато из Ордоса. В том же году был голод и эпидемия, особенно суровая зима, которая убила большую часть скота, на котором основывалось уйгурское хозяйство.
В 840 году один из девяти уйгурских министров, Кулуг Бага, соперник Кюлюг-бега, бежал к енисейским кыргызам и предложил им вторгнуться с севера. С отрядом около 80 000 всадников они разграбили столицу уйгуров в Ордубалыке, сравняв её с землей. Кыргызы захватили кагана Хеса Тэлея и быстро обезглавили его. Они продолжали разрушать другие города по всей уйгурской державе, сжигая их дотла. Уге-хан, сын Бо-и-хана, стал каганом поверженного Уйгурского каганата. В 841 году Уге возглавил вторжение уйгуров в Шэньси.
В 843 году танская армия под предводительством Ши Хуна атаковала уйгуров, вытесненных в результате падения их каганата, и 13 февраля 843 года убила 10 000 уйгуров на «горе убитых варваров» (Шахушан).
В 847 году предпоследний уйгурский каган Уге был убит после того, как провел свое шестилетнее царствование, сражаясь с кыргызами, сторонниками своего соперника Умуса, брата Кюлюг-бега, и войсками Тан в Ордосе и Шэньси.
Климатические изменения подорвали военную силу каганата, базировавшуюся на многочисленной коннице, что стало причиной внешнеполитических поражений. Интересно, что после разгрома Уйгурского каганата кыргызы не только не поселились на его землях, но даже и не контролировали вновь захваченную территорию. Создается впечатление, что они разграбили столицу каганата и сразу вернулись в свои владения на Енисее. По-видимому, процесс усыхания степи привёл к тому, что территория, где раньше находилось ядро каганата, стала практически необитаемой. Не случайно об этой территории в источниках нет практически никаких сведений вплоть до возникновения Киданьской империи, и тогда она населена уже преимущественно монгольскими, а не тюркскими народами. Распад каганата инициировал массовое переселение уйгуров, проходившее неорганизованно.

## Каганы 2-го Уйгурского каганата
- Эркин Тэйцзянь (Од-Кенч) 618—626
- Пуса (Бодисатва) 626 — ?
- Тумиду-каган (Улуг Эльтебер) ? — 648
- Пожунь 648—661
- Бисуду (Бису/Били) 661—680
- Дуцзечжи 680—685
- Баз-каган 685—689

## Каганы 3-го Уйгурского каганата
| Имя                                                  | Годы правления | Тронное имя на китайском                                                          | Личное имя на китайском                                      | Титул на китайском | Имя на тюркском                                     |
| ---------------------------------------------------- | -------------- | --------------------------------------------------------------------------------- | ------------------------------------------------------------ | --- | --------------------------------------------------- |
| Правящий род Яглакар, 745—795 гг.                    |                |                                                                                   |                                                              | |                                                     |
| Фудифу                                               | 695 — 719      |                                                                                   |                                                              | |                                                     |
| Чэнцзун                                              | 719 — 727      |                                                                                   |                                                              | |                                                     |
| Фудинань                                             | 727 —          |                                                                                   |                                                              | |                                                     |
| Хошу                                                 |                |                                                                                   |                                                              | |                                                     |
| Кутлуг I Бильге Пэйло                                | 744 — 747      | кит. упр. 怀仁可汗, пиньинь huarenkehan, палл. Хуажэнь-кэхань                     | кит. упр. 骨力裴罗, пиньинь gulupeiluo, палл. Гули Пэйло     | кит. упр. 骨咄禄毗伽阙可汗, пиньинь gudulupigaquekehan, палл. Гудулупигацюэкэхань                                                                          | QutluğBilgä Kül Qağan                                                    |
| Моян-чур                                             | 747 — 759      | кит. упр. 英武可汗, пиньинь yingwukehan, палл. Инъу-кэхань                        | кит. упр. 磨延啜立, пиньинь moyanchuo, палл. Мояньчо         | кит. упр. 葛勒可汗, пиньинь geleikehan, палл. Гэлэйкэхань,                                                                                                 | Bilgä Kül Qağan                                     |
| Идигянь                                              | 759 — 780      | кит. упр. 牟羽可汗, пиньинь moyukehan, палл. Моюйкэхань                           | кит. упр. 移地健, пиньинь yidijian, палл. Идицзянь           | нет | Tängri Qağan                                        |
| Дуньмага                                             | 780 — 789      | кит. упр. 长寿天亲可汗, пиньинь changshoutianqingkehan, палл. Чаншоутяньцинкэхань | кит. упр. 移地健, пиньинь dunmohedagan, палл. Дуньмохэдагань | нет | Alp Qutluğ Bilgä Qağan                              |
| Паньгуань                                            | 789 — 790      | кит. упр. 泮官特勒, пиньинь panguantelei, палл. Паньгуаньтэлэй                    | кит. упр. 多邏斯, пиньинь duoluosi, палл. Долосы             | нет | Külüg Bilgä Qağan                                   |
| Ачжо-хан                                             | 790 — 795      | кит. упр. 奉诚可汗, пиньинь fengchengkehan, палл. Фэнчэнкэхань                    | кит. упр. 阿啜, пиньинь achuo, палл. Ачо                     | нет | Qutluğ Bilgä Qağan                                                    |
| Правящий род Эдизов, 795—840 гг.                     |                |                                                                                   |                                                              | |                                                     |
| Кутлуг II                                            | 795 — 805      | кит. упр. 懷信可汗, пиньинь huaixinkehan, палл. Хуайсинькэхань                    | кит. упр. 骨咄禄, пиньинь guduolu, палл. Гудулу              | кит. упр. 爱腾里逻羽录没密施合禄胡毗伽可汗, пиньинь aitengliluoyulumeimishiheluhupigakehan, палл. Айтэнлилоюйлумеймишихэлехупигакэхань                     | Ay Tängridä Ülüg Bulmıš Alp Qutluğ Uluğ Bilgä Qağan |
| Кюлюг-Бильге-хан                                     | 805 — 808      | кит. упр. 滕里可汗, пиньинь tenglikehan, палл. Тэнликэхань                        | кит. упр. 俱錄毗伽, пиньинь julupiga, палл. Цзюйлу Пига      | Тэнлиехэцзюйлупигакэхань(滕裏野合俱錄毗伽可汗) | Ay Tängridä Qut Bulmıš Külüg Bilgä Qağan            |
| Бо-и-хан                                             | 808 — 821      | кит. упр. 保義可汗, пиньинь baoyikehan, палл. Баоикэхань                          | кит. упр. 李孝誠, пиньинь li xiao cheng, палл. Ли Сяочен     | кит. упр. 爱登里罗汩密施合毗伽可汗, пиньинь aidengliluogumishihepigakehan, палл. Айденлилогумишихэпигакэхань                                               | Ay Tängri-dä Qut Bulmıš Alp Bilgä Qağan             |
| Чин-дэ-хан                                           | 821 — 824      | кит. упр. 崇德可汗, пиньинь chongdekehan, палл. Чундэкэхань                       | неизвестно                                                   | кит. упр. 登啰羽錄沒蜜施句主毗伽崇德可汗, пиньинь dengluoyumeimishijuzhupigachongdekehan, палл. Дэнлоюмеймишицзючжупигачундэкэхань                         | Kün Tängridä Ülüg Bulmıš Alp Küčlüg Bilgä Qağan     |
| Чжаоли-хан                                           | 824 — 832      | кит. упр. 昭禮可汗, пиньинь zhaolikehan, палл. Чжаоликэхань                       | Хэса Телей (曷薩特勒)                                        | кит. упр. 愛登裏羅汨沒密施合毗伽昭禮可, пиньинь aidengliluomimeimishihepigazhaolikehan, палл. Айдэнлиломимэймишихэпига Чжаоли-кэхань                       | Ay Tängridä Qut Bulmıš Alp Bilgä Qağan              |
| Кюлюг-бег-хан                                        | 832 — 839      | кит. упр. 彰信可汗, пиньинь zhangxinkehan, палл. Чжан Синь-кэхань                 | Ху Телэй (胡特勒)                                            | кит. упр. 為愛登裏羅汨沒蜜施合句錄毗伽彰信可汗, пиньинь aidengliluomimeimishihejulupigazhangxinkehan, палл. Айдэнлиломимэймишихэцзюлупига Чжан Синь-кэхань | Ay Tängridä Qut Bulmıš Alp Külüg Bilgä Qağan        |
| Кут-тегин Междуцарствие Хэса Тэлей (jp:コウソウ特勤) | 839 — 840      | нет                                                                               | нет                                                          | нет | нет                                                 |
| Вновь правители из рода Яглакар, 840—847 гг.         |                |                                                                                   |                                                              | |                                                     |
| Уге-хан                                              | 840 — 846      | кит. упр. 乌介可汗, пиньинь wujiekehan, палл. Узце-кэхань                         | кит. упр. 乌介, пиньинь wujie, палл. Узце                    | нет | Öge                                                 |
| Энянь дэлэ-хан                                       | 846 — 848      | кит. упр. 遏捻可汗, пиньинь eniankehan, палл. Энянь-кэхань                        | кит. упр. 遏捻特勒, пиньинь enian telei, палл. Энянь Тэлэй   | нет | неизвестно                                          |

## Распавшийся каганат 847 — до 856 года
В 847 году последний каган, Энянь дэлэ-хан, взял с собой жену, сына и 9 воинов, и уехал на запад. Больше его не видели. Знатные уйгуры, укрывавшиеся с ним у татар, стали татарскими пленниками, но вскоре 70 000 кыргызов хана Або заставили их отдать всех пленных кыргызам.
Потеряв лидера, уйгуры «скрывались по горам и лесам» от кыргызов. Уйгурский старейшина Пан Торэ (кит. Пантэлэй — 厖特勒, zh:怀建可汗), укрывавшийся у карлуков, объявил себя каганом и княжил в городе Ганьчжоу (甘州, сейчас район Ганьчжоу (甘州区) в Чжанъе, Ганьсу). Тан Сюань-цзун отправил к нему послов. В ответ уйгуры прислали своих послов и получили от императора титул для кагана «Ulug tanrida qut bulmis alp kulug bilga houai-kien qagan»HAMILTON J. R. Les ouighurs a l’epoque des Cing Dinasties d’apres les documents Chinoise. Paris, 1955. (嗢祿登裏邏汨沒蜜施合俱錄毗伽懷建可汗), то есть внешнеполитическое признание. Последующие десять лет он присылал подарки императору.
В период с 860 по 873 год старейшина Пугу Цзунь (仆固俊) из Бэйтина — Бешбалыка (Недалеко от Урумчи), вёл войну с Тибетской империей — кит . Тубо Туфань, тиб. bod chen po . Он разгромил тибетского генерала, захватил Харашар и Бюгур. Его посол Дагань Михуайю (達幹米懷玉) просил у императора каганского титула для Пугу. Император согласился в 874 году, но внезапная война Пугу с Тогоном привела к разгрому уйгур. Танская династия ослабла и перестала поддерживать своих заграничных союзников.
Тан Чжао-цзун (888—904) посещая Фэнсянь (鳳翔 в Баоцзи) узнал от цзедуши Хань Сюня (韓遜), что уйгуры готовы помочь императору войсками. Но академик (翰林學士) Хань Во (韓偓) напомнил императору о тех ужасах, что творили вторгнувшиеся в Китай уйгуры и император не стал нанимать их.
Связи Тан с уйгурами сократились; иногда они приезжали к границе Китая и продавали лошадей и джусай.